# Химически закалённое стекло
Химически закалённое стекло (также «ионообменно упрочнёное стекло», «термохимически модифицированное стекло») — разновидность стекла, прочность которого повышена за счёт химической обработки. При разрушении такое стекло по-прежнему даёт длинные острые осколки, как обычное стекло, поэтому требуется ламинирование плёнкой, если есть требования по безопасности. Тем не менее, химически закалённое стекло обычно в шесть-восемь раз прочнее обычного стекла.

## Описание
Прочность стекла повышается за счёт обработки поверхности. Стекло погружается в ванну, содержащую калиевую соль (обычно нитрат калия) при 300 °C. Это позволяет ионам калия из расплава заменить на поверхности стекла ионы натрия.
Так как ионы калия крупнее ионов натрия, то, заменяя последний в кристаллической решётке, они вызывают её деформацию и появляются силы сжатия в приповерхностном слое. Усилия сжатия в поверхности химически обработанного стекла могут составлять до 690 МПа.
Механизм повышения прочности стекла связан с тем, что стекло обладает большой прочностью на сжатие и малой прочностью на растяжение. Так как с двух сторон в поверхностном слое появляются усилия сжатия — это позволяет получить стеклу больший изгиб, прежде чем в нём появятся усилия растяжения. Явление во многом схожее используемому в строительстве при создании напряжённого бетона.
Также существует более сложный двухстадийный процесс химической обработки, когда предварительно стекло обрабатывается в ванне с расплавом нитрата натрия при 450 °C для насыщения ионами натрия, которые на следующем этапе заместятся ионами калия (увеличивается количество замещаемых ионов, что увеличивает деформации и напряжения в поверхности).
Химическая закалка приводит к увеличению прочности, похожему на обычную закалку стекла. Но этот процесс не использует экстремальных перепадов температуры, что не приводит к деформации и короблению, появлению оптических дефектов, и позволяет обрабатывать даже тонкостенные детали.
Также, в отличие от обычного закалённого стекла, химически закалённое стекло может быть разрезано и обработано после закалки без появления трещин и разрушения, правда, место примерно в 20 мм от разреза теряет свои прочностные свойства. Также при глубоких царапинах окружающая площадь так же теряет прочность, приобретённую при химической закалке.
Химически закалённое стекло используется, например, при изготовлении фонарей для некоторых истребителей. Gorilla Glass — тоже разновидность химически закалённого стекла.